# بسی مارگولین
بسی مارگولین (انگلیسی: Bessie Margolin؛ ۱۹۰۹ – ۱۹ ژوئن ۱۹۹۶) وکیل و فعال مدنی اهل ایالات متحده آمریکا بود. او دانش‌آموختهٔ کالج نیوکمب در دانشگاه تولین بود و مدرک دکترای خود را نیز از دانشگاه ییل اخذ کرده بود. 
او از سال ۱۹۳۹ تا ۱۹۷۲ وکیل وزارت کار ایالات متحده بود و در رسیدگی به پرونده‌های متعددی را در دادگاه عالی نقش داشت. مارگولین حجم زیادی از دعاوی مربوط به قانون استانداردهای کار منصفانه را برعهده گرفت و مجموعه قوانین گسترده‌ای را در زمینهٔ استانداردهای استخدام در این فرایند ایجاد کرد.
مارگولین در سال ۱۹۹۶ بر اثر سکتهٔ مغزی در آرلینگتون، ویرجینیا درگذشت.

## اوایل زندگی
والدین مارگولین، که از آزار و اذیت یهودیان در روسیه فرار کرده بودند، اندکی پیش از تولد او به شهر نیویورک مهاجرت کردند. مادرش در حالی که مارگولین هنوز جوان بود، درگذشت و او باقی دوران کودکی خود را در خانهٔ کودکان یهودی در نیواورلئان سپری کرد. او در سال ۱۹۲۵ از مدرسه ایزیدور نیومن فارغ‌التحصیل شد. در سال ۱۹۲۹، مارگولین مدرک کارشناسی خود را از کالج نیوکمب در دانشگاه تولین دریافت کرد. او سپس مدرک حقوق خود را در دانشگاه تولین اخذ کرد و پس از آن نیز تحصیلات حقوقی خود را در دانشگاه ییل ادامه داد و مدرک دکترای حقوق خود را در سال ۱۹۳۳ از این دانشگاه دریافت کرد.
پس از فارغ‌التحصیلی از دانشگاه ییل، مارگولین به عنوان وکیل به تنسی ولی آتوریتی پیوست. مارگولین بعداً با بیان این که «دولت، زنان [وکلا] را جذب می‌کند زیرا آنها هیچ جایگزینی ندارند»، به این واقعیت اشاره کرد که در آن زمان، اکثر شرکت‌های حقوقی معتبر از استخدام  زنان خودداری می‌کردند.
دوران فعالیت حرفه‌ای او در تنسی ولی آتوریتی تا حدودی زیر سایهٔ اتهاماتی مبنی بر رابطهٔ او با لری فلای، مشاور عمومی وقت آژانس، قرار گرفت. در اوایل سال ۱۹۴۳، پس از اینکه مارگولین تنسی ولی آتوریتی را ترک کرد و به‌دنبال تحقیقات کمیسیون فدرال ارتباطات در مورد نمایندهٔ کنگره، یوجین کاکس (نمایندهٔ حزب دموکرات از جورجیا) به‌خاطر دریافت رشوه از ایستگاه رادیویی والب، مجلس نمایندگان ایالات متحده یک کمیتهٔ تحقیقاتی ویژه به ریاست کاکس برای نظارت بر کمیسیون ارتباطات ایجاد کرد. این کمیته از اتهامات مذکور برای متقاعد کردن لری فلای، که در آن زمان رئیس این کمیسیون بود، برای اعمال فشار بر او جهت همکاری با این کمیته استفاده کرد.

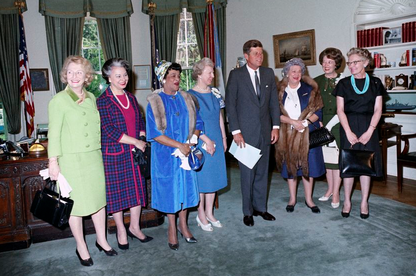
رئیس‌جمهور جان اف. کندی در دیدار با برندگان جایزهٔ زن فدرال در سال ۱۹۶۳. از چپ به راست: کیتی لوخهایم، بسی مارگولین، النور ال. ماکل، ورنا سی. موهاگن، رئیس‌جمهور کندی، بلانچ دبلیو. نویز، النور سی. پرسلی، کاترین ماتر. عکس گرفته‌شده توسط سسیل دبلیو. استاتون.

## کار در وزارت کار
در سال ۱۹۳۹، مارگولین به وزارت کار پیوست. او به سمت کارشناس در قانون استانداردهای کار منصفانه منصوب شد و در نهایت به سمت دستیار وکیل مسئول دعوی تجدیدنظر دادگاه عالی ارتقاء یافت. مارگولین در این سمت، و در سمت بعدی خود به‌عنوان وکیل دادگستری، ۲۷ پرونده را در دادگاه عالی مطرح کرد. از میان این ۲۷ پرونده، موقعیت وزارت کار در ۲۵ مورد برتری داشت که نرخ موفقیت چشمگیر ۹۳٪ را برای مارگولین رقم زد. مارگولین به عنوان وکیل همکار، بر ۳۳ وکیل دیگر نظارت داشت و این موضوع، او را به یکی از وکلای ارشد زن در کل دولت فدرال ایالات متحده تبدیل کرد.

## اواخر زندگی
پس از بازنشستگی، مارگولین به‌عنوان داور حقوقی به کار مشغول شد و گهگاه در مرکز حقوق دانشگاه جرج واشینگتن نیز به تدریس می‌پرداخت. او پس از سکته مغزی، در بیمارستانی در آرلینگتون، ویرجینیا درگذشت.